# Музей взуття Баті
Музей взуття Батя (англ. Bata Shoe Museum) — музей взуття та кальцеології в Торонто, Онтаріо, Канада. Будівля музею розташована на північно-західному розі центрального кампусу Університету Торонто, у самому центрі міста. Будівля музею площею 3 665 м² спроєктована фірмою Moriyama & Teshima Architects, а Раймонд Моріяма був головним архітектором.
Музейна колекція взуття бере початок з особистих колекцій Соні Батя, започаткованих у середині 1940-х років. Її зацікавлення історією взуття розвинулось у численних закордонних поїздках разом з чоловіком, взуттєвиком-бізнесменом Томашем Яном Батя. У 1979 році родина Батя надала кошти для створення Фонду Музею взуття Батя з метою професійного управління колекцією, а також створення музею взуття для розміщення, зберігання та експонування колекції. Фонд вперше представив колекцію публіці в 1992 році, хоча саме відкриття постійного приміщення музею чекало до травня 1995 року.
Постійна колекція музею налічує понад 13 000 пар взуття та інших предметів, пов'язаних із взуттям, що датуються 4500 роками; тим самим музей є найбільшою колекцією взуття в світі. Предмети колекції музею або зберігаються в сховищах, або виставляються в його постійній експозиції. У музеї також проходять численні тимчасові і пересувні виставки, а також популяризаторські та освітні програми.

## Історія
Колекція музею виникла з особистих колекцій Соні Батя, зібраних нею через зацікавлення культурою взуття, дотичною до філософії і діяльності взуттєвої компанії Bata Shoes, очолюваної її чоловіком. Соня почала колекціонувати взуття невдовзі після одруження з Томашем Яном Батя в 1946 році, невдовзі після чого вони переїхали до Торонто. Сім'я Баті переїхала до Торонто в 1940-х роках, щоб сприяти розвитку компанії в Канаді та Америці. У 1965 році штаб-квартира компанії була офіційно перенесена зі Зліна до Торонто (згодом штаб-квартира компанії була перенесена до Лозанни в 2002 році).
До кінця 1970-х років особиста колекція Соні Баті зросла до 1500 пар взуття, що переповнювало складські приміщення компанії. На пропозицію друга-антрополога Соня Батя заснувала в 1979 році благодійний фонд для створення Музею взуття Батя — організації, яка мала б фінансувати дослідження взуття та професійно керувати колекцією. Хоча організація мала ту саму назву, що й компанія Bata, фонд був створений як неприбуткова організація, юридично відокремлена від компанії Bata. Фундація працювала як приватна організація, оскільки Соня Батя виступала проти створення установи, що покладалася б на державні кошти. Фундація (а пізніше музей) в основному фінансується з трасту, створеного на базі приватного майна родини Батя.
З моменту свого заснування фонд поставив за мету знайти будівлю для розміщення колекції, виставкового взуття та дослідницького центру кальцеології. Були висловлені перші пропозиції побудувати музей поблизу Наукового центру Онтаріо або в районі Гарборфронту в Торонто, але обидві були відхилені. Спочатку Батя подала заявку на будівництво музею на Гарборфронті, хоча це зіткнулося з протестом публіки. Як компроміс, рада Метрополійного Торонто запропонувала фонду виключити ім'я Батя з назви музею, на що Соня Батя не згодилась і зрештою відмовилася від плану побудови музею на Гарборфронті. Колекція була вперше публічно показана в Торонто в 1992 році в торговому комплексі Colonnade. Фонд уклав контракт з Moriyama & Teshima Architects на проектування музею на перехресті Джордж-стріт і Блюр. Музей був збудований і відкритий для публіки 6 травня 1995 року. Вартість спорудження будівлі не була оголошена ні родиною Батя, ані фондом, хоча за оцінками могла становити від 8 до 12 мільйонів канадських доларів.
У січні 2006 року з музею були вкрадені пара інкрустованих коштовностями індійських капців «майорі», які носив Сикандар Джа, разом із золотою прикрасою для щиколоток і ножним перснем. У 2006 році капці були оцінені приблизно в 160 000 канадських доларів, тоді як золотий браслет оцінювався в 45 000 канадських доларів, а ножний перстень — в 11 000 канадських доларів. Вкрадені речі були знайдені музеєм через кілька тижнів.

## Будівля
Музей розташований у будинку площею 3 665 м² на південно-західному розі вулиць Сент-Джордж-стріт і Блюр-стріт-Вест, поблизу північно-західного кута центрального кампусу Університету Торонто. До того, як музей зайняв це місце, на цій території була АЗС. Станція Сент-Джордж — найближча від будівлі станція Метрополітену.

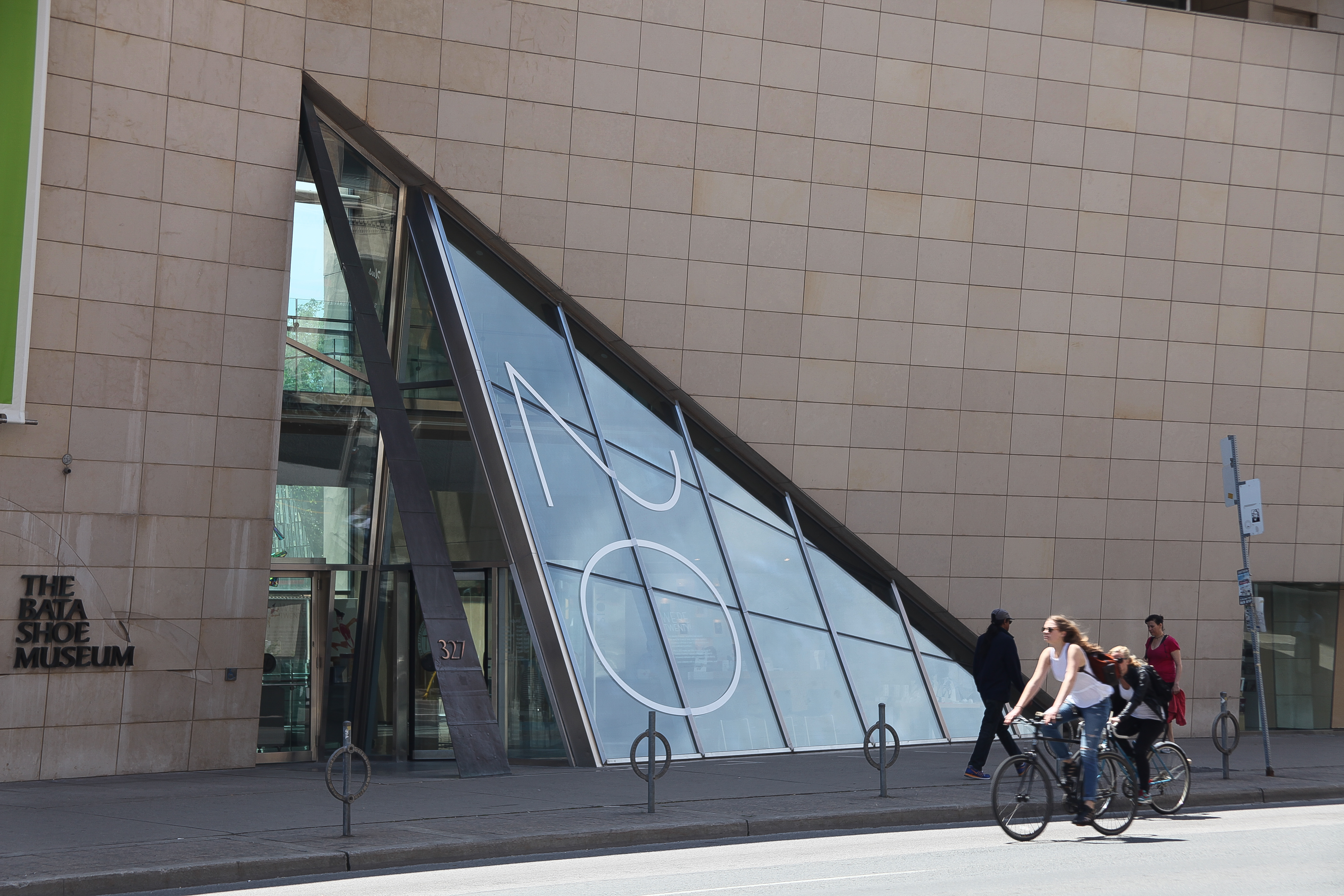
Скляний вхід будівлі виступає з облицьованого вапняком фасаду

Триповерхова прямокутна будівля в деконструктивістському стилі була спроєктована фірмою Раймонда Моріяма. Йому спало на думку сформувати будівлю у вигляді взуттєвої коробки. Дах триповерхової будівлі похилий, що виглядає як ледь відкрита кришка, яка сидить трохи навскоси поверх коробки для взуття. Будівля займає більшу частину площі ділянки через місцеві правила зонування, які обмежують висоту будівлі до 13,4 метра. Зовнішній шар оздоблення будівлі виконаний з гладкого вапняку, видобутого в Ліоні у Франції; а скляні поверхні, які виступають із вапнякового фасаду будівлі, слугують входом. На фасаді будівлі також є вікна 13 м над землею.
Інтер'єр будівлі організований на три секції, з оглядом зі сходу на захід, розміщені на п'ятьох поверхах. Крім виставкових залів, у будівлі також є сувенірний магазин, лекційна зала та зала для урочистостей. Підлоги в нижніх рівнях музею зроблені з темного дерев'яного паркету, укладеного в ромбічні узори, які мають привертати погляд відвідувачів до їхніх власних ніг. Головна зала будівлі має центральну сходову клітку, прикрашену бронзовими медальйонами, відлитими Дорою де Педері-Гант; і круглими отворами, вирізаними на сходах, щоб пропускати світло з вікон угорі. Загалом сходи поєднують п'ять поверхів, у тому числі два підземні. На вершині центральних сходів будівлі розташована 12,8-метрова вітражна панель з узорами у формі черевиків. Стійка реєстрації, обшита шкірою, також спроєктована у формі взуття, коли дивитись зі сходів.

## Виставки

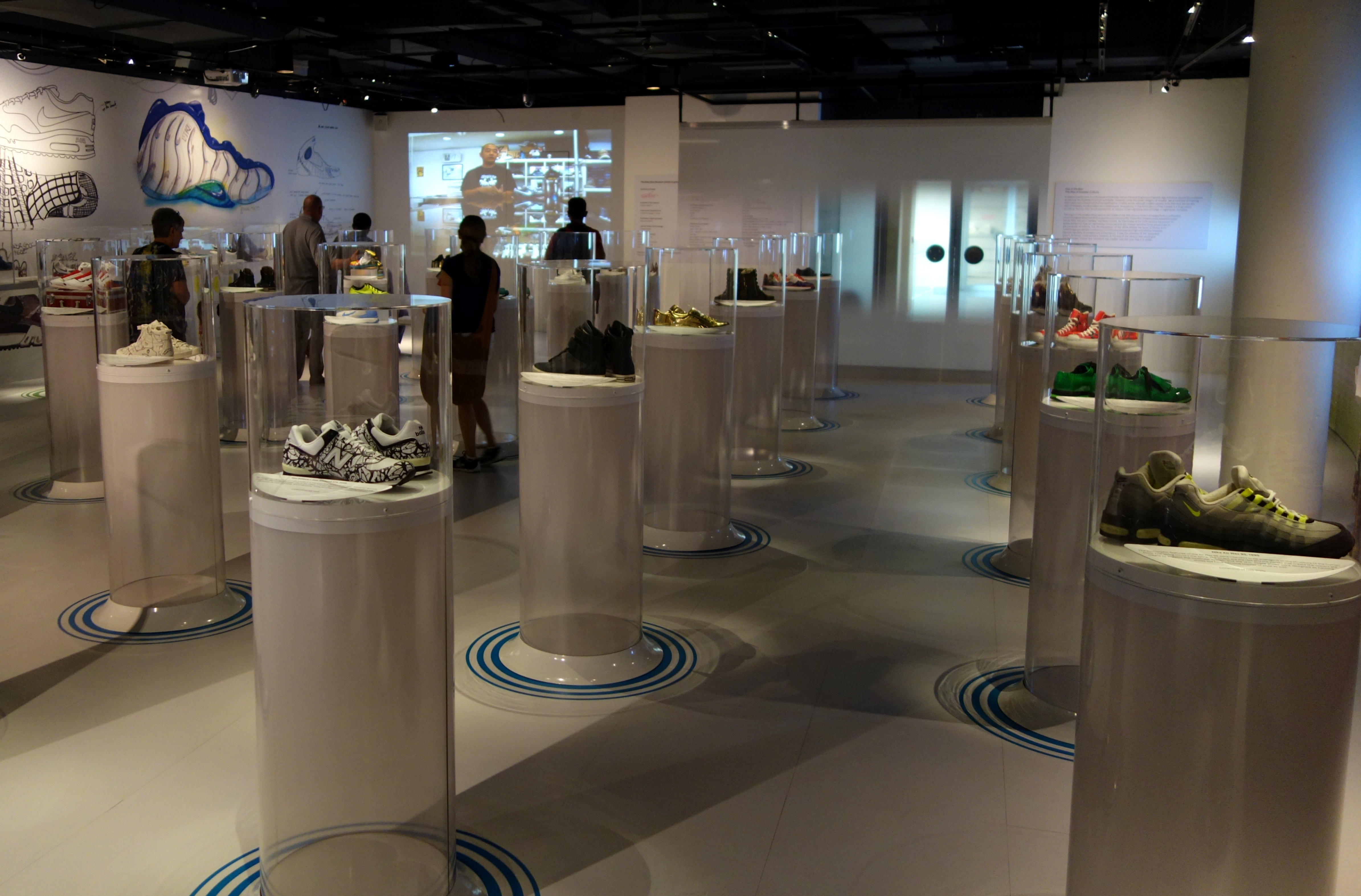
Експонати для пересувної виставки Out of the Box, експонованої в одній з галерей музею 2013 року

У будівлі музею розташовані чотири виставкові галереї, де експонуються постійні, тимчасові та пересувні виставки. Зараз у музеї працює лише одна постійна експозиція «Все про взуття: взуття крізь віки», а в інших трьох галереях розміщуються тимчасові виставки. Постійна експозиція музею розташована на двох нижніх рівнях у східній частині будівлі, а спеціалізовані тимчасові експозиції розміщені в галереях другого та третього поверхів музею. Виставкові галереї були розроблені як «нейтральні простори», що дозволило музею приймати різноманітні виставки. Для того, щоб вмістити експонати делікатних і крихких предметів, усі галереї музею були розроблені з суворим екологічним контролем, так щоб до галерей надходило мінімум природного світла.
Окрім фізичних виставок, експонованих всередині його будівлі, музей також проводить онлайн-виставки, включаючи онлайн-компоненту постійної експозиції музею «Все про взуття». Віртуальний музей Канади також представляв онлайн-виставки, створені музеєм.
Користувалась популярністю виставка «Просто з коробки. Виникнення культури кросівок» англ. Out of the Box. The Rise of Sneaker Culture, дизайн якої був розроблений відомимпромисловим дизайнером Карімом Рашидом, і яка демонструвала більш ніж 120 пар спортивного взуття з 20 і 21 століть.

### Постійна експозиція
Постійна експозиція музею «Все про взуття» надає історичний огляд взуття протягом всієї історії та включає інтерактивні експозиції, які підкреслюють соціальне значення взуття та його розвиток у різних культурах. На виставці також представлені експонати, які досліджують розвиток технологій виробництва взуття, з міні-діорамами взуттєвих майстерень в історичній перспективі з супровідним текстом та відео.

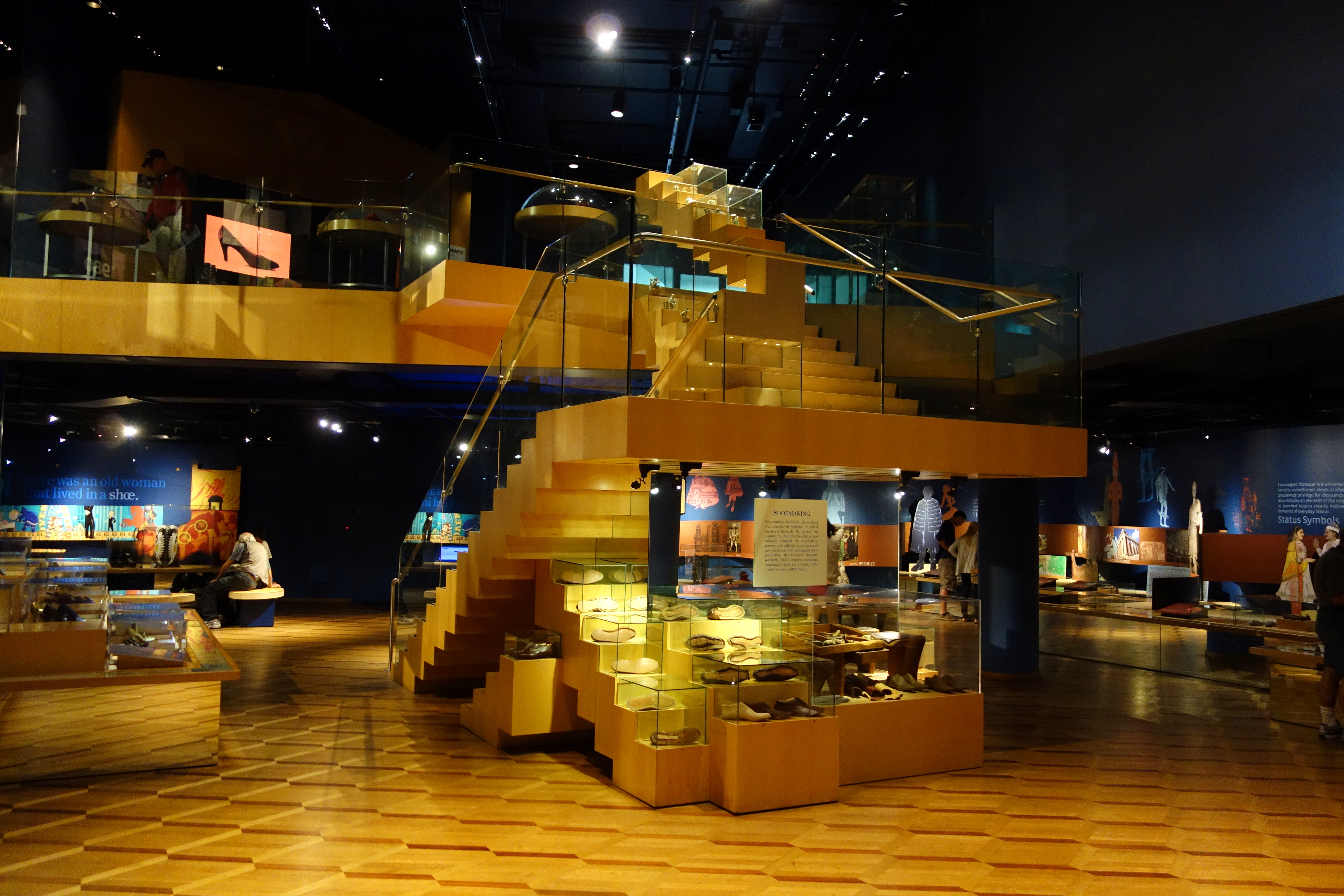
На нижньому поверсі музею розміщена постійна експозиція музею «Все про взуття».

Виставка складається з трьох компонентів: За сценою: Погляд на збірку артефактів, Мода на ногах та Яка їхня лінія. Мода на ногах — виставковий компонент, який досліджує розвиток модного взуття протягом XX століття та появу взуття як основного аксесуара моди. Яка їхня лінія? оглядає спеціально сконструйоване, спеціалізоване взуття, як наприклад французькі каштанодробильні клоґи чи взуття борців сумо — ґета. Погляд на збірку артефактів — компонент виставки, де можна оглянути взуття та інші предмети з колекції музею.
Експозиція була розроблена дизайнерською фірмою Design+Communication Ltd. з Монреаля, яка сконструювала стенди з взуттям, розміщеним близько до глядача, з монохромними зображеннями соціального життя, щоб показати історичний контекст використання взуття. У фоні за цими експонатами також демонструються більші архітектурні зображення, призначені для того, щоб викликати у глядача асоціації з культурним контекстом епохи, до якої належить експонат взуття. Освітлення на виставці приглушене, щоб захистити колекцію від вицвітання під дією світла. Взуття зазвичай виставляється на невисоких підставках, зроблених, як правило, зі світлої кленової деревини.
Найменше взуття, яке зазвичай демонструється в постійній експозиції, становить 7,6 см — китайське взуття, виготовлене для жінок, яким бандажували ноги. На виставці також представлений гіпсовий зліпок першого відомого людського сліду віком 3,7 мільйона років, знайденого в Танзанії.

### Тимчасові виставки
Музей організовує і проводить ряд тимчасових і пересувних виставок в інших своїх виставкових галереях. У травні 1995 року в музеї відбулися перші три тимчасові виставки. Серед них — «Тихий крок», який зосереджував увагу на зміні статусу жінок у XIX столітті та знайшов відображення у розвитку їхнього взуття; One, Two, Buckle My Shoe, виставка, яка зосередилася на взутті в літературі; та Inuit Boots: A Woman's Art, які зосереджені на виготовленні інуїтських муклуків. Нижче наведено приклади тимчасових виставок, що проводяться в музеї:.
- Inuit Boots: A Women's Art (1995—1996)

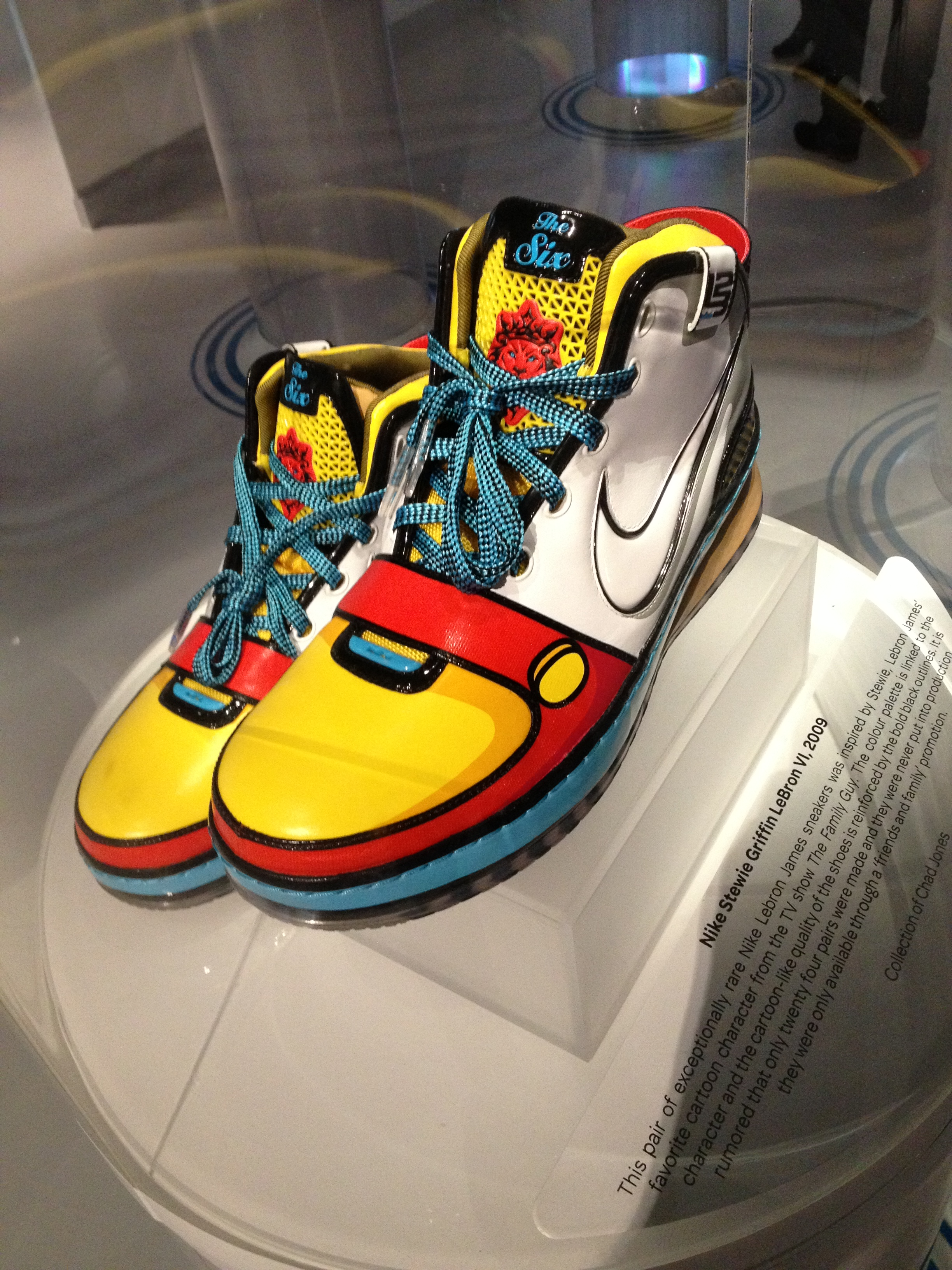
Пара кросівок Nike LeBron 6 Stewie Griffin на виставці Out of the Box: The Rise of Sneaker Culture

- One, Two, Buckle My Shoe: Illustrations from Contemporary Children's Books about Shoes (1995—1996)
- The Gentle Step — The Ladies Realm of Fashion 1800—1900 (1995—1997)
- Shoe Dreams: Designs by Andrea Pfister (1996—1997)
- Tradition and Innovation: Northern Athapaskan Footwear (1996—1997)
- Dance! — Minuet to Disco (1997—1999)
- Loose Tongues and Lost Soles: Shoes in Cartoon and Caricature (1997)
- Dance! (1997—1999)
- Footwear Fantasia: Shoe Sculptures by Garry Greenwood (1997)
- The Taming of the Shoe: From Attic to Exhibition (1997—1998)
- Spirit of Siberia (1997—1998)
- Little Feats: A Celebration of Children's Shoes (1998—1999)
- Footsteps on the Sacred Earth: Southwestern Native Footwear (1998—1999)
- Japanese Footgear: Walking the Path of Innovation (1999—2000)
- Herbert and Beth Levine: An American Pair (1999—1999)
- Paduka: Feet and Footwear in the Indian Tradition (1999—2000)
- Every Step a Lotus: Shoes in the Lives of Chinese Women from Late Imperial China (2001)
- Heights of Fashion: A History of the Elevated Foot (2001)
- The Perfect Pair: Wedding Shoe Stories (2002—2004)
- Paths Across the Plains: Native Footwear of the Great Plains (2004—2005)
- Icons of Elegance: Influential Shoe Designers of the 20th century (2005—2007)
- Watched by Heaven, Tied to Earth: Summoning Animal Protection for Chinese Children (2006—2007)
- The Charm of Rococo: Femininity and Footwear of the 18th century (2006—2008)
- On Pointe: The Rise of the Ballet Shoe (2008—2009)
- Beauty, Identity, Pride: Native North American Footwear (2009)
- On a Pedestal: From Renaissance Chopines to Baroque Heels (2009—2010)
- Socks: Between You and Your Shoes (2010)
- Art in Shoes/Shoes in Art (2010)
- The Roaring 20's: Hemlines, Heels and High Hopes (2011)
- Roger Vivier: Process to Perfection (2012)
- Collected in the Field: Shoemaking Traditions from Around the World (2013)
- Out of the Box: The Rise of Sneaker Culture (2013)
- Fashion Victims: The Pleasures and Perils of 19th Century Dress (2014)
- Standing Tall: The Curious History of Men in Heels (2015)
- Manolo Blahnik: The Art of Shoes (2018)

## Постійна колекція

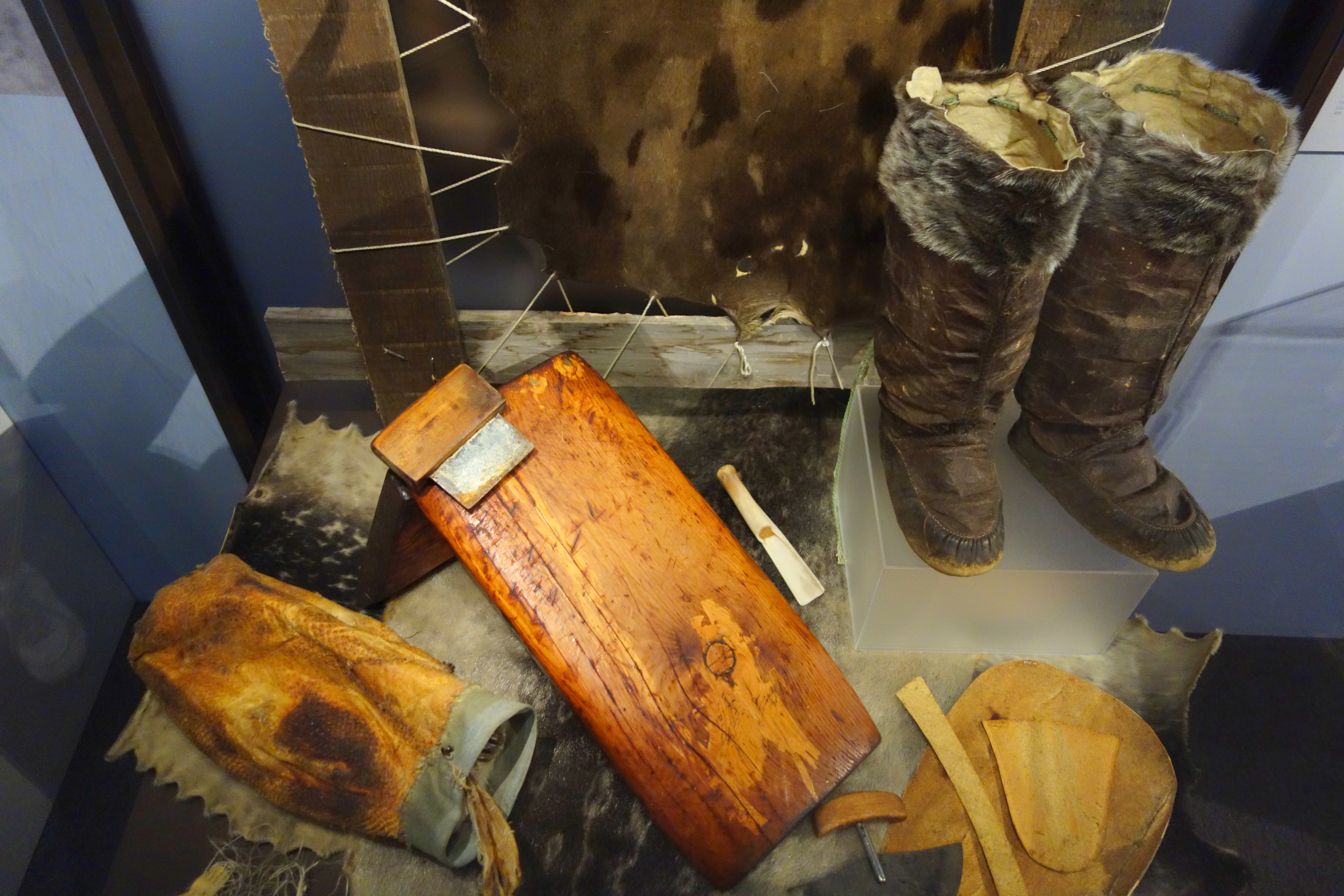
Вітрина взуття інуїтів з тюленячої шкіри і інструменти для виготовлення взуття

Станом на квітень 2018 року постійна колекція музею налічує понад 13 000 взуття та супутніх предметів, що охоплюють період 4500 років; становлячи найбільшу і найповнішу в світі колекцію предметів, цілковито присвячених взуттю та його виготовленню.
Спочатку колекція мала слугувати «робочою колекцією» для родини Баті, з якої можна було навчитися техніці виготовлення взуття. Техніки та дизайн зібраного взуття були використані для імітації традиційних стилів, що зустрічаються на місцевих ринках. Однак згодом масштаб був розширений до історичної та антропологічної колекції, коли Соня Батя почала збирати взуття від місцевого населення в місцях, де фабрики Баті витісняли традиційне взуття, намагаючись зберегти зразки та задокументувати технологію виготовлення взуття, яке виходило з традиційного вжитку. Зараз музей набуває предмети для своєї колекції через аукціони, пожертви інших колекціонерів, польові дослідження або від приватних продавців. Музей займається збереженням, але не реставрацією взуття, запобігаючи природному старінню зразків, але не усуває ознак зносу і не робить заміну відсутніх частин. Нижче наведено частину філософії музею, згідно з якою зношене взуття має значне культурне значення. Музей не реставрує свої старі чи сильно пошкоджені предмети, які він придбав, натомість обробляє їх, щоб зберегти їх наявний стан та запобігти подальшому погіршенню.
Колекція організована за кількома культурними та географічними областями, включаючи Африку, Китай, Індію, Японію, Корею, Латинську Америку, Близький Схід, корінне населення Північної Америки та циркумполярний регіон. Взуття корінних народів і Північної Канади становить значну частину колекції музею. Приблизно чотири відсотки колекції музею експонуються, а інші експонати зберігаються в сховищах. Збережені предмети розміщуються у двох підземних сховищах. Окрім сховищ, музей також зберігає елементи колекцій у кубічних шафах, розташованих безпосередньо в музеї.

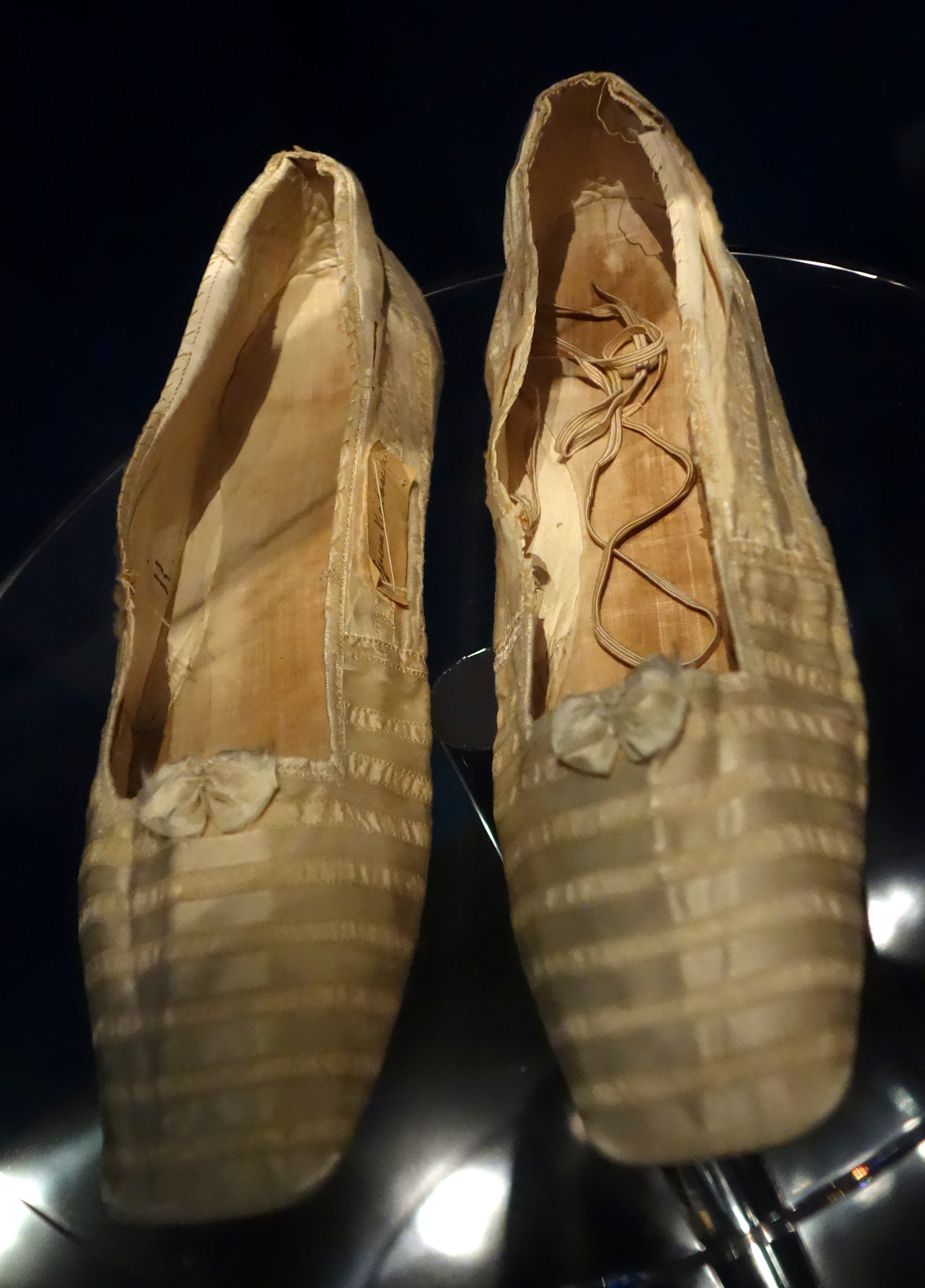
Капці з шовкового атласу, які носила королева Вікторія.

Найстарший експонат музею взуття з Європи — пара сандалів пастуха з Тирольських Альп, яким майже 5200 років. Вважається, що найстаріша пара взуття в музеї з Америки — це анасазі, виготовлені з волокон юки. У музеї також зберігається колекція взуття, яке носили відомі особистості, зокрема Пірс Броснан, Роджер Федерер, Террі Фокс, Елтон Джон, Карен Кейн, Джон Леннон, Мадонна, Мерилін Монро, Наполеон, Елвіс Преслі, Роберт Редфорд, Елізабет Тейлор, П'єр Трюдо і королева Вікторія.

## Дослідження та програми
Музей взуття Батя проводить та спонсорує дослідження щодо розуміння ролі взуття в культурному та соціальному житті. Фонд музею взуття Батя фінансував екскурсії для збору та дослідження взуття в Азії, Європі та циркумполярних регіонах і культурах, де традиції швидко змінюються. Фонд також випускав академічні публікації. Музей афілійований з Канадською асоціацією музеїв, Канадською інформаційною мережею спадщини, Північноамериканськими взаємодопомоговими музеями, Асоціацією художніх галерей Онтаріо та Віртуальним музеєм Канади.
Музей організовує лекції, вистави та громадські вечори, часто з етнокультурною спрямованістю або в партнерстві з громадою. Події часто висвітлюють особистий зв'язок або культурний контекст, у якому було створено взуття. Щорічна серія лекцій «Лекція засновника» проводиться в листопаді і є публічною подією, на якій виступають міжнародно визнані провідні мислителі у сферах, дотичних до культури та суспільства. У музеї також зустрічаються шевці з усього світу, щоб продемонструвати громадськості техніку виготовлення взуття, намагаючись протидіяти витісненню місцевих форм виготовлення взуття.

### Популяризаторська робота
У 2018 році близько 9000 учнів відвідали музей для проведення шкільних екскурсій. У музеї організовано тематичні сімейні заходи. Музей проводить щорічний збір коштів «Warm the Sole Sock Drive», який починається у Всесвітній день доброти, щоб зібрати шкарпетки для місцевих благодійних організацій. У музеї також діє програма Step Ahead, програма, субсидована Банком Монреаля, яка надає дітям з групи ризику можливість безкоштовного доступу до інтерактивних програм музею, повязаних з навчальними програмами. У 2018 році 1800 молодих людей отримали доступ до музею за програмою «Крок вперед».

## Герб

Герб музею

6 травня 1995 року герб Фонду музею взуття Батя був офіційно зареєстрований у Державному реєстрі гербів, прапорів та кокард Канади. Герб використовує офіційні кольори установи, синій і золотий. Чобіт, зображений на гербі, представляє все взуття, тоді як два ключі є поширеним у канадській геральдиці символом музеїв.
Девіз музею «Крок за кроком» (або лат. Per Saecula Gradatim), зображений на гербі музею. Автором девізу вважають Робертсона Девіса, який запропонував його на запит Соні Батя. Фраза має багато значень, припускаючи розвиток установи та її колекції, прогрес дослідження взуття та як опис ходьби.